# Copa da UEFA de 1996–97
Copa da UEFA de 1996–1997 foi a 26ª edição da Copa da UEFA, vencida pelo FC Schalke 04 da Alemanha em vitória sobre a Internazionale Milano F.C. por 1-1. A maior goleada da competição foi registada quando o Hutnik Kraków venceu o Khazri Buzovna por 9-0.

## Fase preliminar
| Equipe 1               | Total  | Equipe 2              | 1.º jogo | 2.º jogo |
| ---------------------- | ------ | --------------------- | -------- | -------- |
| Dinamo Tblisi          | 6–2    | CS Grevenmacher       | 4–0      | 2–2      |
| Dinamo-93 Minsk        | 4–2    | Tiligul Tiraspol      | 3–1      | 1–1      |
| Croatia Zagreb         | 10–2   | SK Tirana             | 4–0      | 6–2      |
| Sliema Wanderers       | 4–3    | FC Margveti Zestafoni | 1–3      | 3–0      |
| FC Jazz                | 4–1    | GI Gota               | 3–1      | 1–0      |
| HIT Gorica             | 1–3    | Vardar                | 0–1      | 1–2      |
| Anorthosis Famagusta   | 6–2    | Shirak                | 4–0      | 2–2      |
| Portadown              | 1–5    | Vojvodina             | 0–1      | 1–4      |
| Pyunik Yerevan         | 5–6    | HJK Helsinki          | 3–1      | 2–5(aet) |
| Lantana Tallinn        | 2–1    | ÍBV                   | 2–1      | 0–0      |
| Bohemian               | 1–1(a) | Dinamo Minsk          | 1–1      | 0–0      |
| Beitar Jerusalem       | 8–2    | Floriana              | 3–1      | 5–1      |
| Jeunesse Esch          | 2–7    | Legia Warsaw          | 2–4      | 0–3      |
| Slavia Sofia           | 5–4    | Inkaras Kaunas        | 4–3      | 1–1      |
| ÍA                     | 2–1    | Sileks                | 2–0      | 0–1      |
| Neftchi Baku           | 2–7    | Lokomotiv Sofia       | 2–1      | 0–6      |
| Newtown                | 1–7    | Skonto                | 1–4      | 0–3      |
| Zimbru Chişinău        | 1–6    | Hajduk Split          | 0–4      | 1–2      |
| B71 Sandur             | 3–9    | APOEL                 | 1–5      | 2–4      |
| Barry Town             | 2–1    | Dinaburg              | 0–0      | 2–1      |
| Zalgiris Vilnius       | 3–2    | Crusaders             | 2–0      | 1–2      |
| Teuta Durrës           | 2–6    | Košice                | 1–4      | 1–2      |
| Haka                   | 3–2    | Flora Tallinn         | 2–2      | 1–0      |
| Bečej                  | 0–2    | Mura                  | 0–0      | 0–2      |
| Hutnik Kraków          | 11–2   | Khazri Buzovna        | 9–0      | 2–2      |
| Maccabi Haifa          | 1–4    | Partizan              | 0–1      | 1–3      |
| St. Patrick's Athletic | 3–5    | Slovan Bratislava     | 3–4      | 0–1      |

## Fase de qualificação
| Equipe 1             | Total  | Equipe 2            | 1.º jogo | 2.º jogo |
| -------------------- | ------ | ------------------- | -------- | -------- |
| Dynamo Moscow        | 4–2    | FC Jazz             | 1–1      | 3–1      |
| Rapid Bucharest      | 2–0    | Lokomotiv Sofia     | 1–0      | 1–0      |
| Anorthosis Famagusta | 1–6    | Neuchâtel Xamax     | 1–2      | 0–4      |
| Halmstads BK         | 1–0    | Vardar              | 0–0      | 1–0      |
| Grazer AK            | 7–1    | Vojvodina           | 2–0      | 5–1      |
| Legia Warsaw         | 4–1    | Haka                | 3–0      | 1–1      |
| Iraklis              | 1–3    | APOEL               | 0–1      | 1–2      |
| Helsingborgs IF      | 4–1    | Dinamo-93 Minsk     | 1–1      | 3–0      |
| ÍA                   | 1–6    | CSKA Moscow         | 0–2      | 1–4      |
| Sliema Wanderers     | 1–9    | Odense BK           | 0–2      | 1–7      |
| Zalgiris Vilnius     | 4–5    | Aberdeen            | 1–4      | 3–1      |
| BVSC Budapest        | 4–4(p) | Barry Town          | 3–1      | 1–3      |
| Sigma Olomouc        | 2–3    | Hutnik Kraków       | 1–0      | 1–3      |
| Slovan Bratislava    | 3–5    | Trabzonspor         | 2–1      | 1–4      |
| Partizan             | 0–1    | National Bucharest  | 0–0      | 0–1      |
| Aarau                | 4–2    | Lantana Tallinn     | 4–0      | 0–2      |
| Croatia Zagreb       | 3–3(a) | Spartak Moscow      | 3–1      | 0–2      |
| Slavia Sofia         | 2–5    | Tirol Innsbruck     | 1–1      | 1–4      |
| Hajduk Split         | 1–2    | Torpedo Moscow      | 1–0      | 0–2      |
| Beitar Jerusalem     | 2–7    | Bodø/Glimt          | 1–5      | 1–2      |
| Lyngby               | 2–0    | Mura                | 0–0      | 2–0      |
| Košice               | 0–1    | Celtic              | 0–0      | 0–1      |
| HJK Helsinki         | 2–4    | Chornomorets Odessa | 2–2      | 0–2      |
| Dinamo Tblisi        | 2–1    | Molde               | 2–1      | 0–0      |
| Skonto               | 1–4    | Malmö FF            | 0–3      | 1–1      |
| Dinamo Minsk         | 2–3    | Beşiktaş            | 2–1      | 0–2      |

## Primeira fase
| Equipe 1            | Total  | Equipe 2                 | 1.º jogo | 2.º jogo |
| ------------------- | ------ | ------------------------ | -------- | -------- |
| CSKA Moscow         | 1–2    | Feyenoord                | 0–1      | 1–1      |
| Ferencvárosi TC     | 5–3    | Olympiacos               | 3–1      | 2–2      |
| Malmö FF            | 2–5    | Slavia Praga             | 1–2      | 1–3      |
| RWD Molenbeek       | 0–3    | Beşiktaş                 | 0–0      | 0–3      |
| Celtic              | 0–4    | Hamburger SV             | 0–2      | 0–2      |
| Chornomorets Odessa | 0–2    | National Bucharest       | 0–0      | 0–2      |
| Tirol Innsbruck     | 0–1    | Metz                     | 0–0      | 0–1      |
| Brøndby IF          | 7–0    | Aarau                    | 5–0      | 2–0      |
| Club Brugge         | 3–1    | Lyngby                   | 1–1      | 2–0      |
| Odense BK           | 4–4(a) | Boavista                 | 2–3      | 2–1      |
| Valencia            | 3–1    | FC Bayern München        | 3–0      | 0–1      |
| Roma                | 6–1    | Dynamo Moscow            | 3–0      | 3–1      |
| Dynamo Kyiv         | 1–2    | Neuchâtel Xamax          | 0–0      | 1–2      |
| Schalke 04          | 5–2    | Roda JC                  | 3–0      | 2–2      |
| Lens                | 1–2    | Lazio                    | 0–1      | 1–1      |
| Guingamp            | 1–4    | Internazionale           | 0–3      | 1–1      |
| Aberdeen            | 6–4    | Barry Town               | 3–1      | 3–3      |
| Montpellier         | 1–2    | Sporting CP              | 1–1      | 0–1      |
| Bodø/Glimt          | 2–5    | Trabzonspor              | 1–2      | 1–3      |
| APOEL               | 2–3    | Espanyol                 | 2–2      | 0–1      |
| Aston Villa         | 1–1(a) | Helsingborgs IF          | 1–1      | 0–0      |
| Germinal Ekeren     | 3–3(a) | Grazer AK                | 3–1      | 0–2      |
| Newcastle United    | 5–2    | Halmstads BK             | 4–0      | 1–2      |
| Alania Vladikavkaz  | 2–5    | Anderlecht               | 2–1      | 0–4      |
| Parma               | 2–3    | Vitória Guimarães        | 2–1      | 0–2      |
| Torpedo Moscow      | 1–2    | Dinamo Tblisi            | 0–1      | 1–1      |
| Tenerife            | 4–3    | Maccabi Tel Aviv         | 3–2      | 1–1      |
| Arsenal             | 4–6    | Borussia Mönchengladbach | 2–3      | 2–3      |
| Hutnik Kraków       | 1–4    | Monaco                   | 0–1      | 1–3      |
| Spartak Moscow      | 5–3    | Silkeborg IF             | 3–2      | 2–1      |
| Panathinaikos       | 4–4(a) | Legia Warsaw             | 4–2      | 0–2      |
| Rapid Bucharest     | 2–4    | Karlsruher SC            | 1–0      | 1–4      |

## Segunda fase
| Equipe 1                 | Total  | Equipe 2           | 1.º jogo | 2.º jogo |
| ------------------------ | ------ | ------------------ | -------- | -------- |
| Dinamo Tbilisi           | 1–5    | Boavista           | 1–0      | 0–5      |
| Ferencvárosi TC          | 3–6    | Newcastle United   | 3–2      | 0–4      |
| Clun Brugge              | 3–1    | National Bucharest | 2–0      | 1–1      |
| Vitória Guimarães        | 1–1(a) | Anderlecht         | 1–1      | 0–0      |
| Metz                     | 3–2    | Sporting CP        | 2–0      | 1–2      |
| Espanyol                 | 1–3    | Feyenoord          | 0–3      | 1–0      |
| Aberdeen                 | 0–2    | Brøndby IF         | 0–2      | 0–0      |
| Slavia Praga             | 0–1    | Valencia           | 0–1      | 0–0      |
| Lazio                    | 4–5    | Tenerife           | 1–0      | 3–5      |
| Internazionale           | (p)1–1 | Grazer AK          | 1–0      | 0–1      |
| Helsingborgs IF          | 3–1    | Neuchâtel Xamax    | 2–0      | 1–1      |
| Legia Warsaw             | 2–3    | Beşiktaş           | 1–1      | 1–2      |
| Schalke 04               | 4–3    | Trabzonspor        | 1–0      | 3–3      |
| Borussia Mönchengladbach | 3–4    | Monaco             | 2–4      | 1–0      |
| Karlsruher SC            | 4–2    | Roma               | 3–0      | 1–2      |
| Hamburger SV             | 5–2    | Spartak Moscow     | 3–0      | 2–2      |

## Terceira fase
| Equipe 1        | Total | Equipe 2         | 1.º jogo | 2.º jogo |
| --------------- | ----- | ---------------- | -------- | -------- |
| Brøndby IF      | 6–3   | Karlsruher SC    | 1–3      | 5–0      |
| Club Brugge     | 2–3   | Schalke 04       | 2–1      | 0–2      |
| Monaco          | 5–0   | Hamburger SV     | 3–0      | 2–0      |
| Helsingborgs IF | 0–1   | Anderlecht       | 0–0      | 0–1      |
| Valencia        | 5–3   | Beşiktaş         | 3–1      | 2–2      |
| Metz            | 1–3   | Newcastle United | 1–1      | 0–2      |
| Internazionale  | 7–1   | Boavista         | 5–1      | 2–0      |
| Tenerife        | 4–2   | Feyenoord        | 0–0      | 4–2      |

## Quartas-de-final
| Equipe 1         | Total | Equipe 2       | 1.º jogo | 2.º jogo |
| ---------------- | ----- | -------------- | -------- | -------- |
| Newcastle United | 0–4   | Monaco         | 0–1      | 0–3      |
| Anderlecht       | 2–3   | Internazionale | 1–1      | 1–2      |
| Schalke 04       | 3–1   | Valencia       | 2–0      | 1–1      |
| Tenerife         | 2–1   | Brøndby IF     | 0–1      | 2–0(aet) |

## Semifinais
| Equipe 1       | Total | Equipe 2   | 1.º jogo | 2.º jogo |
| -------------- | ----- | ---------- | -------- | -------- |
| Internazionale | 3–2   | Monaco     | 3–1      | 0–1      |
| Tenerife       | 1–2   | Schalke 04 | 1–0      | 0–2(aet) |

## Final
| Equipe 1   | Total                  | Equipe 2       | 1.º jogo | 2.º jogo |
| ---------- | ---------------------- | -------------- | -------- | -------- |
| Schalke 04 | 1–1 (4–1 nos pênaltis) | Internazionale | 1–0      | 0–1      |

### Jogo de ida
| 7 de maio de 1997 | Schalke 04  | 1–0    | Internazionale |                 |
|                   | Wilmots 70' | Report |                | Público: 56 824 |

### Jogo de volta
| 21 de maio de 1997 | Internazionale | 1–0    | Schalke 04 |                 |
|                    | Zamorano 84'   | Report |            | Público: 81 675 |

|                                           |     | Penalidades                                        |  |
| Ivan Zamorano Youri Djorkaeff Aron Winter | 1–4 | Ingo Anderbrügge Olaf Thon Martin Max Marc Wilmots |  |